# Jóakaratúak
A Jóakaratúak Jonathan Littell amerikai-francia író regénye, amelyet 2006-ban jelentetett meg először a francia Gallimard kiadó. Önéletírás alakjában íródott, mint egy volt SS-tiszt tollából, aki részt vett a második világháborúban elkövetett náci háborús bűncselekményekben, emberiesség elleni bűntettekben és népirtásban.
E regény előtt Littell csak egy, az Egyesült Államokban megjelent rövid sci-fi regényt írt, amelyet saját maga jelentéktelennek ítél meg. Azután még szerzett némi irodalmi gyakorlatot azzal, hogy francia írókból készített fordításokat angolra, amelyekből nagyon kevés jelent meg. Valójában írói pályája a Les Bienveillantes (Jóakaratúak) című regénnyel kezdődött, amelyet franciául írt. Első változatát 2001-ben, négy hónap alatt írta meg, de összesen öt évet töltött el csiszolgatásával, és végül egy több mint 900 oldalas könyv lett belőle.
A regény egyike volt a 2006-ban Franciaországban megjelent legfőbb irodalmi műveknek. Nagy közönségsikere volt, és számos nyelvre fordították le. Különleges érdeklődéssel fogadta több területen tevékenykedő értelmiségi, és nagyon különböző kritikákban volt része, dicsőítőktől kezdve felemásokon keresztül teljesen lesújtókig.

## A regény keletkezése
Az írót akkor kezdték foglalkoztatni a regényében tükröződő témák, amikor 22 éves korában meglátta Zoja Koszmogyemjanszkaja szovjet partizánlány fényképét, amelyet a nácik készítettek, miután felakasztották. 1994-től kezdve Littell humanitárius küldetésekben vett részt Boszniában, Csecsenföldön, Afganisztánban, Kongóban és Ruandában, ahol megtapasztalta a háborúkban megnyilvánuló rossz különféle aspektusait, beleértve a népirtást is. 2001-ben visszavonult a humanitárius tevékenységtől, és elkezdett regényének megírására szolgáló forrásokat kutatni. Túlélőket keresett, akik tanúskodni tudjanak a háborúról és a tömeggyilkosságokról Németországban, Lengyelországban, Ukrajnában, Oroszországban és a kaukázusi országokban, valamint több mint 200 munkát tanulmányozott a náci Németországról, a keleti frontról és a Holokausztról, például Raul Hilberg The Destruction of the European Jews (Az európai zsidók megsemmisítése) vagy David Rousset Les jours de notre mort (Halálunk napjai) című könyvét. Általanosabb munkákat is tanulmányozott, mint Hannah Arendt A totalitarizmus gyökerei című könyvét. Különleges lökést adott regénye írásának Claude Lanzmann Shoah című filmje, többek között azzal kapcsolatban, ami a népirtás bürokráciáját illeti.
A szerzőt a gyilkos és az állami bűntett kérdése érdekli, amelyek mindig aktuálisak. Úgy véli, hogy nincs alapvetően rossz egyén, de gyilkossá válhat egy bizonyos kontextusban, amikor annak a tömegnek a szempontjából, amelyhez tartozik, vagy az államéból az általa elkövetett gyilkosság jó. Littell magáról is azt hiszi, hogy részt vehetett volna a kollektív rosszban, ha németnek született volna 1913-ban, vagy ha nem lett volna túl fiatal ahhoz, hogy harcolni küldjék a vietnámi háborúba. Bele akart mélyülni a gyilkos gondolkodásába, mert azt nehezebb megérteni, mint az áldozatét. Ez az oka annak, hogy a szereplője első személyben fejezi ki magát. Ezzel a módszerrel az író meg akarja világítani azt, hogy hogyan válhat az egyén gyilkossá. Szándéka ezzel az is, hogy megtartsa a regény egységét, amely nagyon sok tanulmányozott dokumentumból származó elemet tartalmaz.
Littellt befolyásolja az ógörögök a gyilkosságról való erkölcsi koncepciója. Eszerint nem az számít, hogy mi késztette a gyilkost a tettére, hogy szándékosan vagy akaratlanul követte el, hanem csak az, hogy elkövette. Így a regény nem a bűnösségről vagy az ártatlanságról szól, és az igazságosságról sem, hanem csak arról, hogy hogyan lesz az egyénből gyilkos.

## A tartalom összefoglalója
A regényben a főszereplő több évtized után elbeszéli élete 25 és 30 éves kora közötti sarkalatos időszakának történéseit, amikor SS-tisztként részt vett a nácik által keleten elfoglalt területeken elkövetett tömeggyilkosságokban, majd a holokausztot vezénylő apparátusban.
Az elbeszélés időrendben követi a keleti fronton zajló eseményeket (az Einsatzgruppen által 1941-ben elkövetett tömeggyilkosságok, a sztálingrádi csata), majd a megsemmisítő táborokhoz kötődő eseményeket, végül Berlin bukását 1945-ben. Ezt az időrendet az elbeszélő gyerekkorára és kamaszkorára való visszatérések szakítják meg.

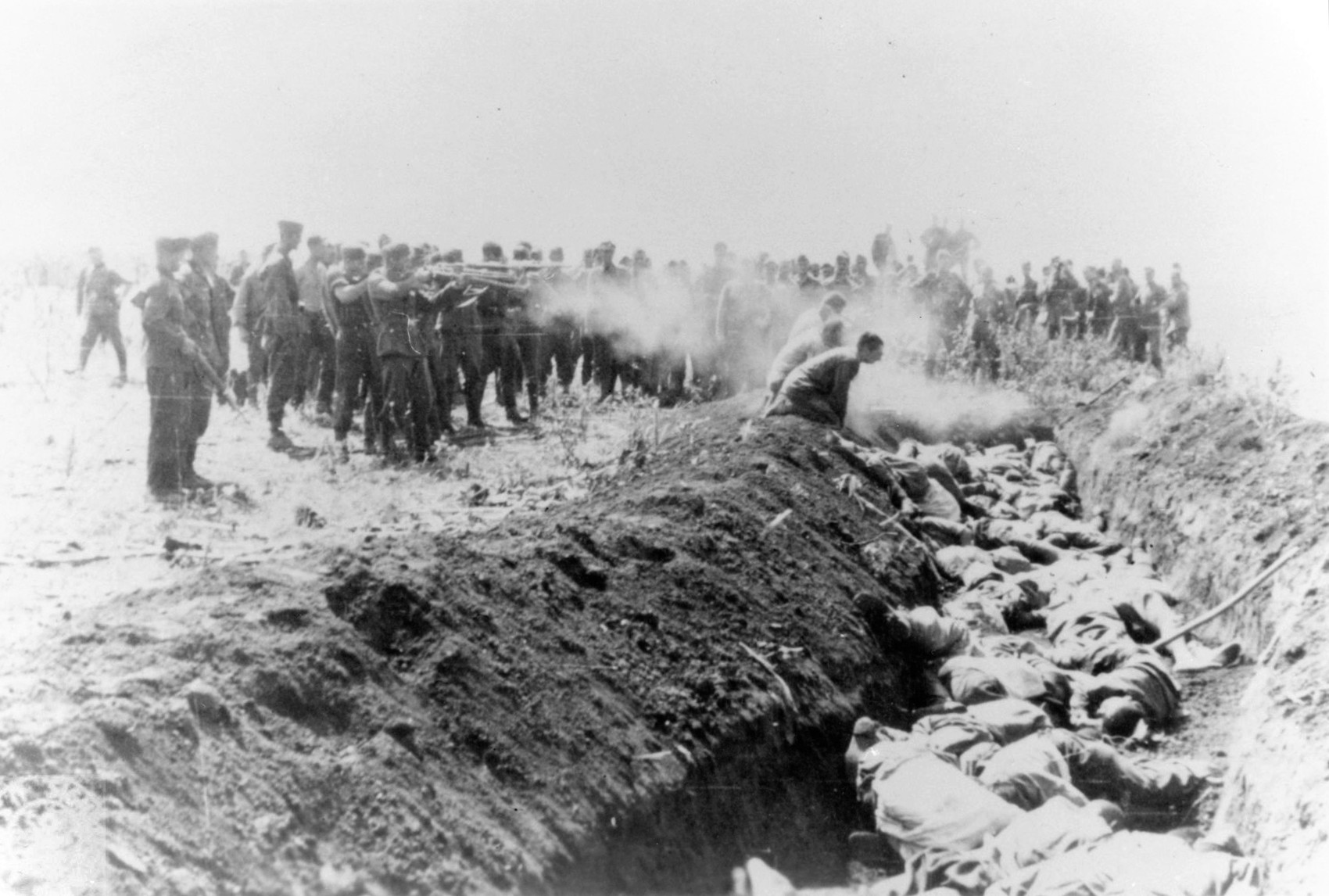
Einsatzgruppe által elkövetett tömegmészárlás 1941-ben.

A könyv hét részre oszlik, mindegyik címét egy-egy, az elbeszélő kedvenc zeneszerzője, Jean-Philippe Rameau által csembalóra komponált zenemű neve adja.
- I. Toccata egyféle fausti prológus, amelyben az elbeszélő kifejti története leírásának szándékát. Nem kíván számot adni tetteiről, nincs semmiféle lelkifurdalása, nem akarja igazolni magát. Az a meggyőződés vezérli, hogy a gyilkos csak olyan ember, mint a többi, és azt állítja, hogy története akárkié lehet. Az 1970-es években, amikor emlékiratait írja, hamis személyazonossággal él franciaként. Nagyon jól tud franciául, mivel anyja francia volt és ő Franciaországban járt iskolába több évig. Valahol az ország északi részén lakik, egy csipkéket gyártó üzem igazgatója, házas és két gyereke van.

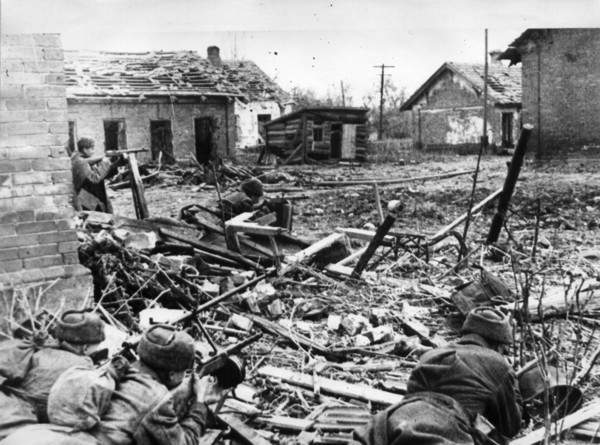
A sztálingrádi csata egyik jelenete

- II. Allemande I és II. Az elbeszélő a keleti fronton követi a német csapatokat a Krímtől a Kaukázusig. Egy Einsatzgruppe tagjaként tömegmészárlásokon van jelen, köztük a kijevi Babij Jarban elkövetetten. E rész végén Auet Sztálingrádba helyezik át büntetésül, mert nézeteltérése volt feletteseivel azzal kapcsolatban, hogy a Kaukázusban élő ún. hegyi zsidók etnikailag valódi zsidók-e vagy sem.
- III. Courante. Aue Sztálingrádban van, az ottani csata vége felé. Nagyon súlyosan megsebesül a fején, de csodálatos módon életben marad.

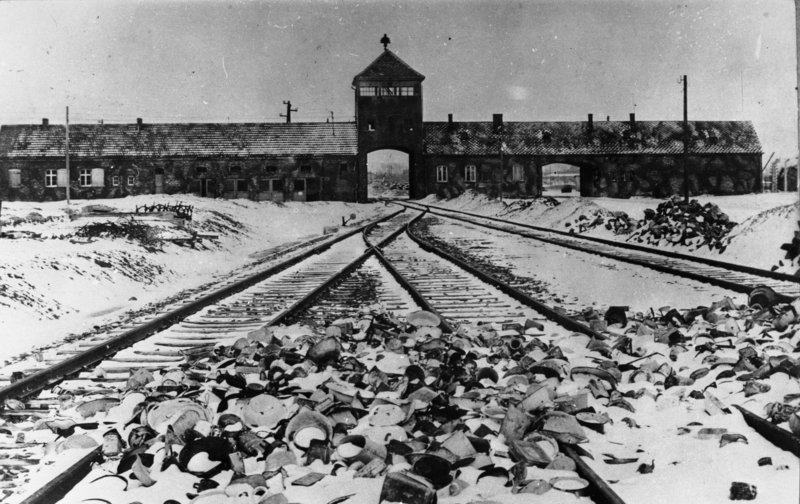
Auschwitz II. (Birkenau) egyik bejárata 1945 január 27-én

- IV. Sarabande. Aue Berlinben épül fel sebesülése után, majd szabadsága folytatásában a megszállt Franciaországba, Antibes-ba megy, ahol anyja lakik második férjével. Egy reggel meggyilkoltan látja meg őket, és azonnal visszautazik Berlinbe.
- V. Menüett (rondókban) a leghosszabb rész. Aue állást kap a Heinrich Himmler vezette belügyminisztériumban. Itt az ún. „zsidó kérdés végleges megoldásá”ra kialakított apparátus jelenik meg. Aue megtapasztalja, mi történik a megsemmisítő táborokban. Albert Speer fegyverkezési miniszter pártján van, aki ezek foglyainak „észszerű” felhasználását kéri a hadiiparban, az SS-ben uralkodó közvetlen megsemmisítésük elvével ellentétben. Eközben a köztörvényes esetekkel foglalkozó Kriminalpolizei (Kripo) két rendőre, akik az Antibes-ban történt gyilkosság ügyében nyomoznak, Auet gyanúsítja és követi.
- VI. Ária. Aue Pomerániában, nő ikertestvére és ennek férje elhagyott házában tartózkodik egyedül. Ez a regény egy álomszerű része, amelyben az elbeszélő szexuális rögeszméi is feltárulnak. Ott is keresi őt a két rendőr, de nem találnak rá.

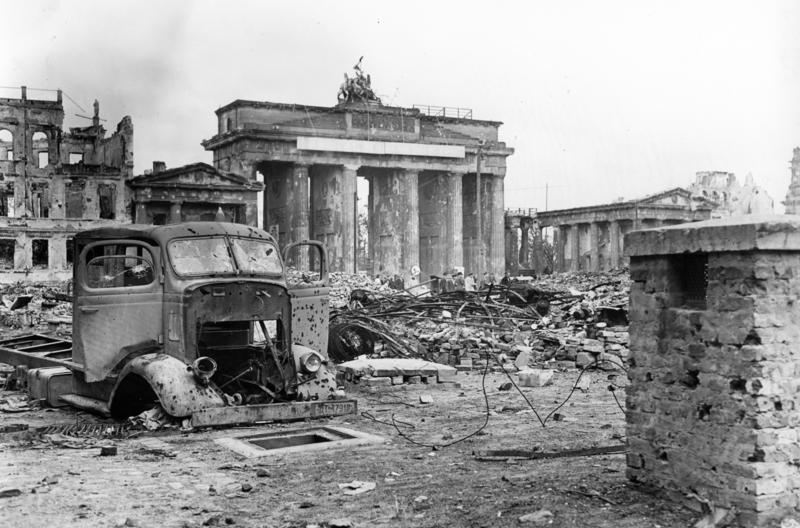
A berlini Brandenburgi kapu 1945 júniusában

- VII. Gigue. A szovjetek előrenyomulnak Pomerániában, és Aue a frontjuk mögött találja magát barátjával, Thomasszal együtt, aki utánajött, hogy visszavigye Berlinbe. Sikerül átkerülniük a frontvonalon. A már ostrom alatt levő Berlinben, bunkerében maga Hitler kitünteti Auet, de ő mintegy önkívületi állapotban megharapja Hitler orrát, és letartóztatják. Miközben kivégezni viszik egy kocsiban, ezt ágyúgolyó éri és ő megmenekül, majd a metró alagútjaiban bujkál. Ott rábukkan a két rendőr, akik ők maguk akarják kivégezni. Egyiküket az alagútban előrenyomuló szovjet katonák lövik le. Aue újból megmenekül és a szétrombolt állatkertbe kerül, ahol az életben maradt rendőrrel kerül szembe. Megjelenik Thomas, aki megöli a rendőrt. Egy németországi munkaszolgálatra került francia munkás ruháját viseli, és annak papírjai vannak nála. Aue megöli barátját ezekért a papírokért, amelyekkel Franciaországba jut.

## Szereplők

### Képzelt szereplők

#### Maximilian Aue
Aue egy elzászi francia nő és egy német fia. Az apja eltűnik 1921-ben, és anyja újra férjhez megy egy franciához. Gyerekkorát Németországban tölti, kamaszkorát pedig Franciaországban. Egyetemi tanulmányokat kezd az École Libre des Sciences Politiques-ban (Politikai Tanulmányok Szabad Főiskolája). Németországban folytatja a berlini Humboldt Egyetemen, majd a Kieli Világgazdasági Intézetben. Művelt értelmiségivé válik, folyékonyan beszél franciául, ógörög és latin nyelvi ismeretei vannak, klasszikus zenekedvelő. Nacionalista, mint az apja, majd meggyőződéses náci, egyetemista korában belép az SS-be. A háború alatt az Obersturmbannführer, a hadseregben az alezredesnek megfelelő rangig viszi a Sicherheitsdienstben (SD), az SS hírszerző szolgálatában.

##### Vonásai
Apja Aue gyerekkorában tűnt el, de ő felnőttként is idealizálja és imádja. Az készteti arra, hogy az SS-be lépjen, ahogyan egy Mandelbrod nevű szereplő beszél Aue apjának nacionalizmusáról és bátorságáról. Gyűlöli sógorát, aki ismerte Aue apját, azért is, mert az negatívan vélekedik róla.
Aue anyját is gyűlöli már gyerekkora óta, őt hibáztatva apja eltűnéséért, és mert újraházasodott. Felnőttként szakít vele. Úgy tűnik, hogy ő ölte meg második férjével együtt egy pillanatnyi önkívületi állapotban, amit talán az okozott, hogy agya megsérült, amikor súlyos fejlövést kapott Sztálingrádban. Mindenesetre nem emlékszik ilyen tettre.
Az egyetlen lény, akit szeret, az ikertestvére, Una, akivel vérfertőző viszonya volt a gyerekkoruk vége felé. Nem bocsátja meg neki, hogy férjhez ment és eltávolodott tőle, de a testvére végig jelen van szexuális fantáziálásaiban.
Homoszexuális viszonyai vannak, de nem érez semmiféle érzelmeket egyik partnere iránt sem. Claire Devarrieux irodalomkritikus szerint, mivel testvére iránti szerelme tiltott, a helyébe képzeli magát, mintha nő akarna lenni.
Aue nem jelenik meg sem szadistaként, sem karrieristaként. Meggyőződéssel sajátította el a náci ideológiát, amelybe belefoglaltatik az, hogy egyes emberkategóriáknak el kell tűnniük, köztük a zsidóknak, de ő nem ösztönös antiszemita. Beleivódott a kötelességtudás és a parancsteljesítés szelleme, de azt akarná, hogy az ideológiát „észszerűen” alkalmazzák. Nem híve egyszerűen a kijelöltek megsemmisítésének, hanem annak, hogy előbb munkaerőként használják fel őket Németország háborús erőfeszítésének érdekében. És ha már megsemmisítésről van szó, úgy véli, hogy azt hajtsák végre „hatékonyan”, szadizmus nélkül és anélkül, hogy pszichikailag romboló hatása legyen azokra, akiknek ez a közvetlen feladata. Beismeri felelősségét tetteiért, bár inkább csak megfigyelő és jelentéseket küld feletteseinek. Ő maga csak kivételesen öl a tömegmészárlásokkor, hogy lerövidítse egy-egy áldozat haláltusáját. Mégis végül elkövet néhány emberölést ezeken kívül is, talán mert számára a gyilkolás már banális lett, vagy esetleges agysérülése következményeként. Soha sincs lelkifurdalása, még a háború után is meggyőződése, hogy tette a kötelességét nehéz és kellemetlen tevékenységében. Az átéltek és a tettei következményeinek csak olyan gyakori pszichoszomatikus jelenségek tűnnek, mint a szédülés, a hányás és a hasmenés.

#### Aue családja
Una Aue / von Üxküll, Aue ikertestvére ritkán jelenik meg a regény cselekményében, de gyakran testvére gondolataiban és szexuális fantáziálásában. Nem osztja Aueval apjuk tiszteletét és az anyjuk iránti gyűlöletet, és a testvére náci meggyőződéseit sem. Számára a gyerekkori vérfertőző játszadozások régen lezárt fejezet, és eltávolodott Auetól. Nem derül ki, mi a sorsa a háború végén.
Bernd von Üxküll, Una férje pomerániai porosz nemes. Harcolt az első világháborúban és azután a Freikorps nevű szabadcsapatok tagjaként Aue apjával együtt. Megsebesült és rokkant lett. Bár nacionalista és antiszemita, hallgatólagosan náciellenes. Zeneszerzőként nem lép be a zeneszerzők hivatalos egyesületébe. Róla sem tudni semmit a háború után.
Héloïse Moreau Aue anyja. Ő sem ért egyet azzal, hogy fia náci lett. 1943-ban meggyilkolják. Nem tudódik ki, hogy ki a tettes, de a gyanú Auera irányul.
Aristide Moreau Aue francia mostohaapja. Úgy tűnik, hogy kapcsolatban áll a francia ellenállásal. Ő is gyilkosság áldozata feleségével együtt.
Tristan és Orlando Una ikrei, akiket a Moreau házaspár nevel. Feltételezhető, hogy Aue az apjuk.

#### Egyéb képzelt szereplők
Thomas Hauser Aue barátja, aki gyakran jelenik meg a regényben. Ő is Franciaországban tanult, jogászdoktor, művelt és több nyelvet ismer. Karriert futott be az SS-ben annak köszönhetően, hogy ügyesen kezeli emberi kapcsolatait és értelmezi felettesei parancsait. Szereti a fényűzést és nőcsábász. Segíti Auet karrierje beindulásában és előremenetelében, felvilágosítja a náci bürokrácia működését illetően, néhányszor megmenti életét. A regény végén Aue megöli.
Helene Anders fiatal özvegyasszony. Férje a keleti fronton esett el. Auet Hauseren keresztül ismeri meg, és vonzódik iránta. Aue elutasítja, sőt sokkolja elmondva neki, milyen szörnyűségekben vett részt férjével együtt. A nő mégis megkérdezi őt egy levélben, hogy nem venné-e el feleségül. Többet nem tudni a sorsáról.
Dr. Mandelbrod ismerte Aue nagyapját és apját, akiről ő az egyetlen, aki elismerően beszél. Magas szintű kapcsolatokkal rendelkező támogatója Auenak. Ő bíztatta, hogy tanulmányokat végezzen, ő intézte el, hogy felvegyék az SS-be, ő segíti, hogy bejusson a Himmler vezette minisztériumba. A regény vége felé arra készül, hogy felajánlja szolgálatait a szovjeteknek.
Weser és Clemens Kripo-tisztek. Aue után nyomoznak, akit az antibes-i gyilkossággal gyanúsítanak. Aue azt kéri feletteseitől, hogy akadályozzák meg a nyomozást, de a rendőrök úgy gondolják, hogy az állami igazságszolgáltatás nem az igazi, hanem hogy csak az övék az. Ezért akarják megbüntetni Auet még Berlin bukása közben is.
Dr. Hohenegg Aue barátja, orvos, táplálkozási szakember, aki a katonák és a táborok foglyainak életkörülményeivel foglalkozik. Aueval együtt szabadulnak ki Sztálingrádból és ő az aki megmenti életét, kitartva amellett, hogy a sebészek műtsék meg, bár ezek úgy hiszik, hogy Auenak sehogy sincs esélye életben maradni.

### Valós szereplők
Aue kapcsolatba kerül számos, a náci hierarchiához tartozó egyénnel, mint Martin Bormann, Reinhard Heydrich, Heinrich Himmler, Ernst Kaltenbrunner, Heinrich Müller, Albert Speer, Adolf Eichmann, Hitler stb., valamint Rudolf Hößszel és Josef Mengelével Auschwitzban. Ismeri Robert Brasillach és Lucien Rebatet francia kollaboráns írókat is.
Megjelennek a könyvben olyan írók is, akikkel Aue nem találkozik: Ernst Jünger, Charles Maurras és Louis-Ferdinand Céline.
Aue megemlíti Alan Bullock, Raul Hilberg és Hugh Trevor-Roper történészeket is.

## Formai aspektusok
Ami az elbeszélő stílust illeti, a regényben első személyben fejezi ki magát a háborús bűnös elbeszélő, Littell azon szándékából, hogy az olvasó megértse, hogyan válik egy egyén ilyen bűnössé, értelmiségi vonásai dacára. Dominique Viart kritikus megemlíti, hogy nem szokásos módszer az irodalomban ilyen egyént megszólaltatni, de van rá precedens. Ilyen például Mesterségem a halál, Robert Merle 1952-ben megjelent regénye, amelyben egy Rudolf Hößről mintázott szereplő szól.
Az első részen kívül, amelyből az elbeszélő háború utáni helyzete és önéletírásának indoklása tudódik ki, a többi rész időrendben zajlik, a Szovjetunió megtámadásától kezdve 1941 júniusában a Berlini harcokig 1945 májusában, kivéve a visszatekintéseket. A részek hossza nagyon egyenlőtlen, kettő a leghosszabb, az amelyikben Aue a fronton van és az, amelyikben a belügyminisztériumban tevékenykedik.
Étienne de Montety kritikus szerint a részek címei azokat a különféle ritmusokat jelzik, amelyeket a szerző a cselekmény zajlásának adott meg az illető részekben.
Jelentős ellentétek vannak a regény egyes részei között. A harcok és a tömegmészárlások leírása durva, de vannak városok és falvak leírásai is, valamint a földnek és az égnek is figyelmet szentel az író, olykor költőien. Egyéb részek filozófiai, történettudományi, politikai gazdaságtani vagy szemiotikai jellegűek. Más részek gúnyirat stílusúak, megint mások bűnügyi regényszerűek. Ellentétben olyan részekkel, amelyeket a szerző tárgyilagosan ír, mások az elbeszélő szubjektivitását tükrözik, amikor családjáról vagy szexualitásáról szól, az utóbbiról nagyon nyersen. Egyes részek álomszerűek, az elbeszélő megsebesülése utáni vagy az Aue képzelgéseit leíró Ária című. Nem hiányoznak groteszk elemek sem, például azok, amelyekben a két rendőr mintha mindenütt Aue nyomában lenne, még a legabszurdabb helyzetekben is.

## Irodalmi hatások
Az író bevallása szerint a regény alapvető szerkezetét Aiszkhülosz Oreszteia című drámai trilógiája ihlette meg. A Jóakaratúak cím is erre utal, mint a trilógia harmadik része Eumeniszek címének fordítása. Vannak bizonyos szereplőket és történéseket illető megfelelések a regény és az Oreszteia között:
- Aue – Oresztész;
- Una, Aue testvére – Élektra, Oresztész testvére;
- Thomas, Aue barátja – Püladész(wd), Oresztész barátja;
- Aue apja – Agamemnón;
- Aue anyja – Klütaimnésztra, Oresztész anyja;
- Aue mostohaapja – Aigiszthosz;
- Aue esetleges szülőgyilkossága – Oresztész szülőgyilkossága;
- a két Aue után nyomozó rendőr – az Oresztészt üldöző Erünniszek;
- a rendőrök kiiktatása, ami következtében Aue büntetlen marad – az Erünniszek Eumeniszekké (Jóakaratúakká) válása Oresztész iránt.

Georges Nivat szlavista arra hívja fel a figyelmet, hogy Littell jól ismeri az orosz irodalmat, és összehasonlításokat tesz e között és a Jóakaratúak között. Például a sztálingrádi csata leírása Vaszilij Grosszmanéra emlékeztet ennek Élet és sors című regényében, vagy Aue és egy fogoly szovjet politikai tiszt párbeszéde arra hasonlít, amely Grosszman regényében egy náci tábor parancsnoka és egy kommunista orosz fogoly között zajlik az ők által képviselt két totalitárius rendszerről. Nivat hasonlóságot talál Aue és Sztavrogin, Dosztojevszkij Ördögök című regényének szereplője között is.

## A regény fogadtatása
A Jóakaratúakat nagy érdeklődéssel fogadta az olvasóközönség Franciaországban, ahol 2021-ig 618 000 példányt adtak el az alapkiadásából.
2006-ban, megjelenése évében a regényt a két legtekintélyesebb francia irodalmi díjjal tüntették ki:
- október 26. – A Francia Akadémia regény-nagydíja(wd);
- november 6. – Goncourt-díj.

Ugyanabban az évben a könyv a Lire folyóirat az év legjobb könyveinek rangsorolásának az első helyére került.
Ennek a sikernek köszönhetően Littell végre megkapta a francia állampolgárságot, amelyért már kétszer, 2006 februárjában majd májusában sikertelenül folyamodott.
Ezzel szemben az Egyesült Államokban, ahol 2009-ben jelent meg a regény angol fordítása, öt hónappal a kiadása után csak 17 000 példány fogyott el belőle.
Az angliai Literary Review folyóirattól a regény angol változatának jutott a gúnyos Bad Sex in Fiction Award (Rossz Szex a Szépirodalomban-díj).
Az angolon kívül 18 más nyelvre is lefordították a regényt, köztük magyarra: Jóakaratúak. Budapest: Magvető, 2009. Fordította Tótfalusi Ágnes. 1178 oldal. ISBN 9789631426588
2009-ben a regény görög nyelvű kiadása megkapta az Irodalmi Athén-díjat.

### Adaptációk
- 2009 júliusában bemutatták az Avignoni Fesztiválon(wd) Krzysztof Warlikowski(wd) lengyel rendező (A)pollonia című előadását, amely felhasznált részleteket a regényből egyéb szerzőktől vett szövegekkel együtt.[18]
- 2019-ben bemutatták Antwerpenben Hèctor Parra Esteve(wd) katalán zeneszerző operáját Händl Klaus(wd) a regény nyomán írt német nyelvű librettójával.[19]

### Kritikák
A Jóakaratúakról sok irodalomkritikus, regényíró, történész, filozófus, politikus stb. mondott véleményt. Napi- és hetilapokban kritikák jelentek meg a regényről és interjúk szerzőjével, de szenteltek neki kiterjedtebb tanulmányokat is tekintélyes folyóiratokban, egyetemeken tartott szimpóziumokat, kollektív és nem kollektív tanulmányköteteket. Egyesek szerint „különleges irodalmi és történelmi jelenség”, sőt „társadalmi jelenséggé váló közönségsiker”. Ugyanakkor mások botrányos, sőt kártékony, bojkottálandó könyvnek tartják.

### Kedvező kritikák
Elsősorban méltatják az író által felhasznált források nagy számát és értékét, például Jean Solchany történész vagy Claude Lanzmann dokumentumfilm-rendező, aki a történelmi tények pontos tükrözését is méltatja, bár bírálja is a regényt. Michael Korda angol-amerikai író szerint is kitűnő az a kutatómunka, amely megelőzte a regény írását.
Több kritikus megjegyzi, hogy bár nem történettudományi munka, a regény hozzájárul a benne megjelenő történelmi tények megértéséhez. Jean Solchany úgy véli, hogy e regényig egyetlen szépirodalmi műnek sem sikerült megértetni az olvasóval azt, ami a Holokauszthoz vezetett, különféle formáit és a náci bürokrata apparátus által irányított mechanizmusát. Jorge Semprún író szerint, aki a buchenwaldi koncentrációs tábor foglya volt, ez a legjelentősebb referenciaértékű könyv a Holokausztról a jövőbeli nemzedékek számára. Antony Beevor brit történész is úgy gondolja, hogy ez egyike az öt legjobb, a második világháborúról szóló szépirodalmi műnek, amelyekre szerinte több évtizeden át fognak hivatkozni olvasók és szakemberek.
Jérôme Garcin kritikus mesterinek ítéli meg Littell írásmódját, Jean Solchany pedig stílusának erejét dícséri. Egyes kritikusok a könyvet Lev Tolsztoj Háború és békéjével hasonlítják össze azon ambíciózus projektek szempontjából, amelyeket a két regény valósít meg, ugyanis Littell regénye végigmegy a keleti front egész történetén, Samuel Blumenfeld kritikus szerint olyan erővel, amilyen ritka a 21. századbeli regényirodalomban, és ez, a többi értékeivel együtt csodálatra méltó egy kezdő író részéről.
Erkölcsi szempontból Nathalie Crom kritikus azt állítja, hogy Littell regényében „mindenütt jelen van az etikai vigyázatosság”, és kihangsúlyozza a regény szerinte erkölcsileg és ideológiailag egészséges voltát, mivel kerüli a szörnyek iránti engedékenységet és a rossz iránti esztétikai bűvöletet, ugyanakkor megindultságot idézve elő a szörnyűség és a szenvedés leírásával. Jean Solchany véleménye is az, hogy az író semmiféle bűvöletet nem mutat a szörnyűség iránt, hanem leírásával különleges hatást ér el az olvasóra.

#### Kedvezőtlen kritikák
A regénynek csaknem mindegyik pozitívan értékelt aspektusának része van negatív kritikában is.
Történelmi szempontból Tilman Krause német kritikus úgy véli, hogy a náci Németország egész korszaka teljesen valótlanul van felidézve a regényben, főleg ami a mindennapi helyzeteket illeti. Charles Bremner brit kritikus is azt állítja, hogy a regény „tele van hibákkal és anakronizmusokkal a háború korszakának német kultúráját illetően”. Egyéb kritikusok szerint Aue személye sem hiteles történelmi szempontból, például Peter Schöttler francia-német történész megítélésében viszonya a német nyelvhez és kultúrához, de még a náci gondolkodásmódhoz is teljesen elvont.
Egyes kritikusok az állítják, hogy egyéb szempontokból sem hiteles ez a szereplő:
- Annyi sajátosságot halmoz fel (homoszexualitás, vérfertőzés stb.), hogy az túl sok egy embernek.[34]
- Úgy filozofál, mintha egy Quartier Latin-beli francia diák lenne és nem SS-tiszt, de valószínűtlen mint ilyen is, mivel nem elég lelkiismeretes a náci népirtási politika alkalmazásában ahhoz, hogy megtűrje az SS vezetősége.[35]
- Egyben gyilkos és tanú is, mégpedig nagyon bőbeszédű, 900 oldalon át emlékezik vissza, miközben a Holokauszt végrehajtói azt hajtogatták, hogy semmire sem emlékeznek, amint azt Claude Lanzmann tapasztalta meg, amikor a Shoah című filmjét készítette.[24]

A stílusra vonatkozóan egyes kritikusok stílusi gyengeségről, kétes ízlésű stílusi megoldásokról írnak, barbarizmusokat és sok anglicizmust találnak a könyvben. Sylvain Bourmeau kritikus a regény esztétikáját 19. századinak ítéli meg, ahelyett, hogy 21. századi lenne, az író semmibe véve felújítását a 20. század jelentős írói által. Christophe Kantcheff kritikus szerint a regény nyelvezete nem felel meg a tárgyának, túl választékos a gyalázat leírásához. Másrészt a kritikus túl sok szakszót lát a regényben, túl sok történelmi hivatkozást és információt egy-egy ismert személy sorsáról, mintha a szerző mindent bele akart volna tenni a regénybe, amit kutatásai során talált. Erre vonatkozóan Édouard Husson történész az írót szorgalmas tanulóhoz hasonlítja, egymáshoz csatolt olvasás közben készített cédulákat látva a regény egyes oldalai gyanánt. Peter Schöttler szerint a regényben használt német szavak többsége erőltetett vagy hibás.
Etikai szempontból egyes szerzők szerint az író morbid bűvöletet mutat a gyalázat, a rossz, a gyilkolás iránt. Másrészt ezek a kritikusok úgy vélik, hogy megvan annak a kockázata, hogy az olvasó azonosítja magát az elbeszélővel vagy legalábbis empátiával viszonyul hozzá az első személyben való elbeszélés miatt és amiatt a kifejezett eszme miatt, hogy akárki olyanná válhat, mint az elbeszélő. Így a regény hozzájárulhat a nácizmus kártékonyságának, bűneinek megkérdőjelezéséhez, a rossz bagatellizálásához. Dominique Viart véleménye szerint vitatható a görög mitológiához való folyamodás is, mert ez a végzettel magyarázza azt, hogy mivé lesz az ember, megakadályozva a gondolkodást azokról a társadalmi, gazdasági, politikai, kulturális, egyéni és kollektív tényezők szerepéről, amelyek lehetővé tették a szörnyűséget, valamint az egyén felelősségéről, tehát valamiképpen feloldja a gyilkost.